# Ložec
Ložec is een plaats in Slovenië en maakt deel uit van de gemeente Osilnica in de NUTS-3-regio Jugovzhodna Slovenija. De plaats telde 20 inwoners op 1 januari 2020.